# Stefano Benni

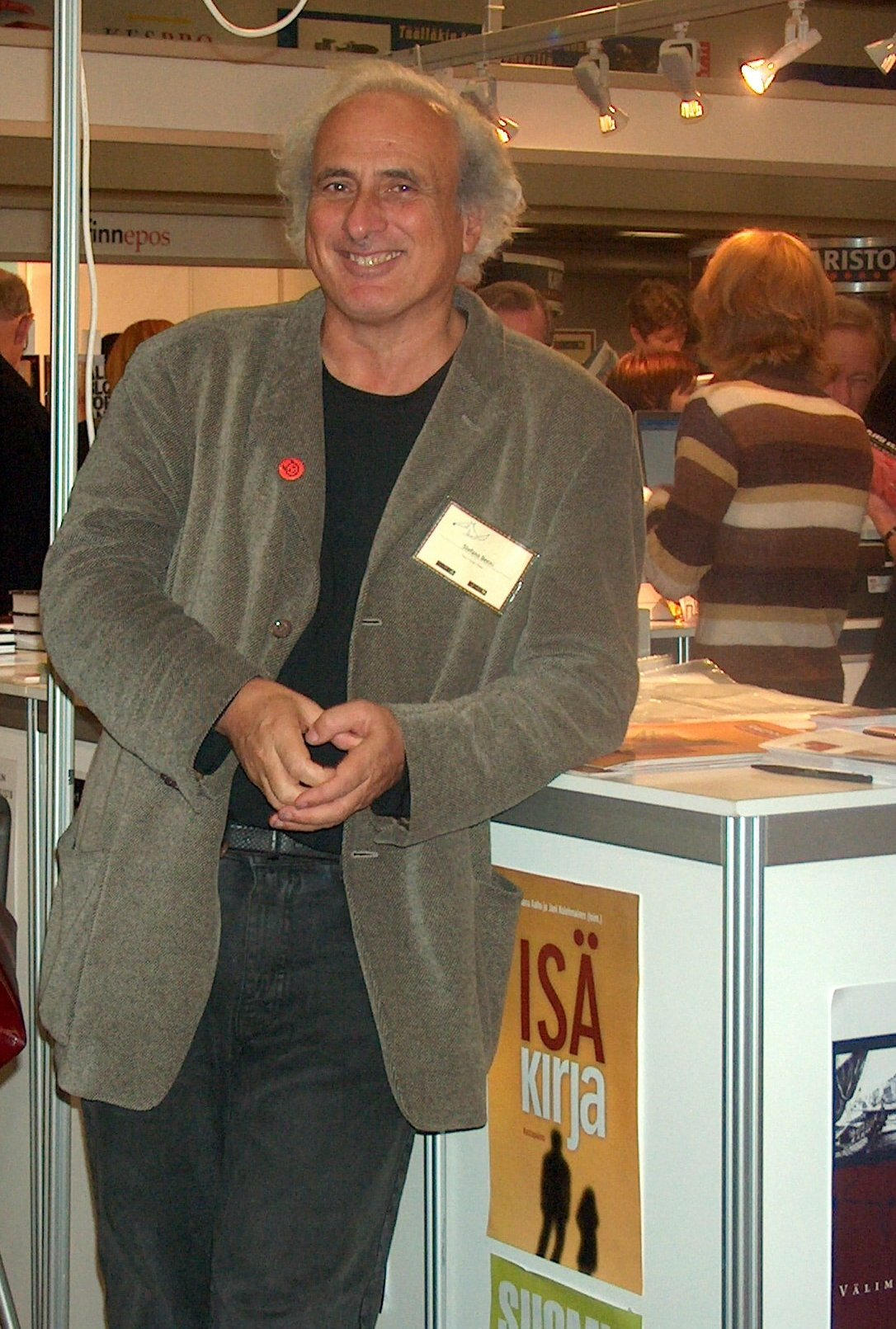
Stefano Benni.

Stefano Benni (Bolonia, 12 de agosto de 1947) es un escritor italiano.
Es uno de los escritores vivos más populares de Italia, conocido también por sus trabajos como guionista, periodista y dramaturgo italiano.
Escribió para el diario comunista Il manifesto y muchos otros medios italianos. Desde 1999 dirige un ciclo internacional de jazz y es uno de los fundadores de la Pluriversidad de la imaginación, que fue creada en la asociación Italo Calvino de Bolonia y ahora es una escuela itinerante de teatro y lectura en voz alta.
Sus novelas e historias contienen, no solo a través de la construcción de mundos y situaciones imaginarias, una sátira fuerte de la sociedad italiana en las últimas décadas. Su estilo de escritura hace un uso extensivo de juegos de palabras, neologismos y parodias de otros estilos literarios. Es un gran amigo del escritor francés Daniel Pennac. Fue Benni, quien convenció a la editorial Feltrinelli de traducir los primeros libros de Pennac al italiano. Desde entonces, cada uno suele presentar los libros del otro cuando se publican en sus respectivos países. La obra Merci de Pennac está dedicada a Benni. 
Su obra se ha llevado al cine en varias ocasiones, como es el caso de la película francesa de animación Foot 2 rue, también serie de televisión, ambas basadas en el libro La compañía de los celestinos.
Sus novelas ¡Tierra!, Baol, La compañía de los celestinos, Cómicos guerreros despavoridos y Aquiles, pies ligeros (2003), el volumen de cuentos El bar del fondo del mar y el inclasificable catálogo de seres raros Los maravillosos animales de Extrañalandia han sido traducidos al 
El 29 de septiembre de 2015, publicó una carta en su página oficial de Facebook explicando sus razones para rechazar el premio Vittorio de Sica, que se otorga anualmente a personalidades italianas y extranjeras de alto rango que se han distinguido en las artes (y generalmente entregadas oficialmente por el Presidente del República o por un ministro), en protesta por los recortes a la cultura y la escuela implementados por el gobierno de Renzi.